# Distretto di Balvi
Il distretto di Balvi (in lettone Balvu Rajons) è stato uno dei 26 distretti della Lettonia situato nella parte nord-orientale del paese e nella parte settentrionale della Letgallia.
In base alla nuova suddivisione amministrativa è stato abolito a partire dal 1º luglio 2009
Confinava a nord con il distretto di Alūksne, a ovest con il distretto di Gulbene a sud-ovest con in distretto di Madona, a sud con i distretti di Rēzekne e Ludza e a est con la Russia.
Il territorio del distretto era costituito per un 40 % da foreste, mentre il 10% è occupato da aree umide o paludi. Nel distretto si trovano 47 laghi per una superficie totale di 12,8 km². Il lago principale è il Pērkonu (2,3 km²).
La popolazione era composta per il 77,8 % da lettoni, 18,4 % di russi, 0,8 % bielorussi e il rimanente 3 % di altre etnie.

## Comuni
Al distretto appartenevano due città (dati del 2005):
- Balvi
- Viļakas

e i seguenti comuni:
- Baltinavas
- Balvu
- Bērzkalnes
- Bērzpils
- Briežuciema
- Krišjāņu
- Kubuļu
- Kupravas
- Lazdukalna
- Lazdulejas
- Medņevas
- Rugāju
- Susāju
- Šķilbēnu
- Tilžas
- Vectilžas
- Vecumu
- Vīksnas
- Žīguru